# 滋賀県立朽木いきものふれあいの里
滋賀県立朽木いきものふれあいの里（しがけんりつ くつきいきものふれあいのさと）は、滋賀県高島市朽木地区（旧：朽木村）に存在した自然観察施設である。2014年4月1日をもって廃止された。

## 概要
1992年7月4日、環境庁（当時）の「ふるさといきものふれあいの里整備事業」の一つとして滋賀県により設置された。
「自然公園の利用増進を図り、自然保護思想の普及啓発を推進すること」「高島市朽木の柏・宮前坊および小入谷・生杉周辺の自然のステージを使い、自然の不思議さ、面白さを通して自然に対する関心を深め、自然の仕組み、多様性を理解し、自然と人間とのつながりを見る目を養い、自然保護の意識啓発を図ること」が設置目的とされた。
朽木いきものふれあいの里センターには自然観察指導員が常駐し、植物や昆虫、野鳥の観察を始め、自然の素材を使った工作などが体験できた。毎年合計80 - 90回の観察会が実施されていた。
2009年12月、滋賀県の「外郭団体および公の施設見直し計画」により、「高島市と移管協議を行います。不調の場合には、廃止に向けた手続を行います。」などとされ、高島市への移管協議が行われた。しかし、市の財政負担が増えることや、市所有の類似施設があることから、市との移管協議は整わず、廃止が決まった。
2014年3月30日、利用者ら約200人が集まり「森とのお別れ会」を開催、同日をもってセンターは閉館した。センターにあった標本等の資料の多くは、滋賀県立琵琶湖博物館に移管された。

## 沿革
- 1992年7月4日 - 設置[2]
- 1997年5月13日 - センター来館者10万人突破[8]
- 1999年6月10日 - センター来館者15万人突破[9]
- 1999年8月 - センター内に大型流水式水槽が完成[10]
- 2005年1月1日 - 朽木村が周辺5町と合併し高島市が誕生[11]
- 2005年2月4日 - 滋賀県が「あり方を検討する施設」に[12]
- 2006年4月1日 - 財団法人朽木むらおこし公社による指定管理に移行[13]
- 2006年9月9日 - センター来館者30万人突破[14]
- 2008年1月 - センター玄関横に薪ストーブを設置[15]
- 2008年3月 - 「守りたい育てたい湖国の自然100選」に選定[16]
- 2008年4月1日 - 有限会社グリーンウォーカークラブ・ネイチャーガイド研究所による指定管理に移行[17]
- 2009年9月8日 - 滋賀県知事が設置した「行政経営改革委員会」が移管・売却を提言[18]
- 2009年12月 - 滋賀県が移管又は廃止を行う事を決定[4]
- 2014年3月30日 - センター閉館[5][6]
- 2014年4月1日 - 廃止[1]

## 施設
朽木いきものふれあいの里センターとセンター周辺観察フィールド、自然観察ゾーンからなる。

### 朽木いきものふれあいの里センター
野外での自然観察をより楽しみ、深めるための施設である。センター内には、はく製やジオラマで朽木の森が表現され、自然を身近に感じられるように展示が行われた。木の実や昆虫の標本、昔の民具等が展示された。4段式の大型流水式水槽やナラ枯れ材を活用した薪ストーブも設置されていた。以下が展示の構成である。
生きている自然
四季のジオラマやQ&Aパネルなどによって、移り変わる朽木の自然が紹介された。自然の仕組みや自然と人間の繋がりなどについても展示された。
- 豊かな水～びわ湖から～

朽木の自然
- 若葉萌ゆる～初夏のミズナラ林～
- いきものたちのしるし
- おうちはどこだ
- 水面輝く～清流にすむ魚たち～
- 実りの季節～紅葉する森の中で～
- いきものたちの食べ物もの
- 動物たちの秋の味覚
- 白き地のすみずみで～眠るいきもの～
- さまざまな習性
- 森の冬越し

自然は生きている
- 森林の生態系
- 森林の働き
- いま、地球上の森林は

朽木の自然を探しに行こう
センター周辺や自然観察ゾーンについての詳しい案内がされた。
- フィールドマナー
- 危険な動植物
- いきものカレンダー
- 自然観察ゾーン紹介
- センター周辺フィールド紹介
- 季節情報コーナー

自然情報コーナー
ビデオや展示物などにより、自然に関する様々な情報を得ることができた。また、参考図書や観察器具を使うなどして、自由に楽しみながら自然についての知識を得ることができた。
- 特別展示コーナー
- ビデオコーナー
- ビデオテーブル
- フリースペース

レクチャールーム
朽木の四季や人々の暮らしなどを映像で紹介したり、特別展示会や上映会、学習会などが開催された。

### センター周辺観察フィールド
センター周辺の森の中に自然観察路が作られ、観察ポイントが設けられた。
樹木観察園
1.7 haの樹木を観察するゾーンである。アカマツ林やコナラ林などの現状の植生を生かした上で、同じ仲間の様々な樹木が植えられ、それぞれの形の違いや季節による変化の違いなどを比べやすいようになっていた。
- 植物比較園
- スギ・ヒノキ林
- マツ林
- カエデ林
- カシ林
- コナラ林

ふれあいの広場
0.7 haの広場で、自然の中での遊びを通して自然に触れることができた。
- ふれあいの池
- キツネの巣
- 鳥の目・セミの目
- モリアオガエルの池
- セミの林

ふれあいの森
5.7 haの森である。二次林の自然を探索する為の12の観察ポイントがあり、解説板が設置されていた。
- 出会いの広場
- 昔を語る林
- モミの谷
- 野鳥の森
- ヒノキの森
- アセビの坂道
- カエルの谷
- シダの谷
- ソヨゴの坂道
- 時間の壁
- 虫の林
- コナラの森

### 自然観察ゾーン
地域の自然を代表する場所で、自然の多様性を知り、体験するためのゾーンが6箇所設置されていた。
柏・宮前坊地区
- ヒダサンショウウオの谷
- さわらび草原
- 弁天島
- カツラの谷

小入谷・生杉地区
- カキツバタの湿地
- ブナの原生林

## 利用情報
- 開館時間：午前9時 - 午後5時（入館は午後4時30分まで）
- 休館日：毎週月曜日・火曜日（祝日法に規定する休日の場合はその次の日）、休日の翌日（土、日曜日または休日の場合を除く）、12月29日から翌年の1月3日まで[24]
- 入場料：無料

### アクセス
公共交通機関
- JR湖西線安曇川駅より
  - 江若交通バス朽木線乗車30分、朽木学校前下車
  - 朽木学校前よりシャトルバス乗車15分、グリーンパーク想い出の森下車
  - グリーンパーク想い出の森より徒歩15分

- 京阪本線出町柳駅より
  - 京都バス10系統乗車75分、朽木学校前下車
  - 朽木学校前よりシャトルバス乗車15分、グリーンパーク想い出の森下車
  - グリーンパーク想い出の森より徒歩15分